# Semnornis ramphastinus
O capitão-tucano (Semnornis ramphastinus) é uma espécie de ave da família Semnornithidae.  Pode ser encontrada em florestas úmidas nas encostas andinas ocidentais no noroeste da Equador e sudoeste da Colômbia. Embora continue a ser bastante comum localmente, a população diminuiu devido à perda de habitat e captura para o comércio de aves de gaiola.
Tradicionalmente, tem sido agrupado na família Capitonidae. No entanto, estudos de DNA confirmaram que este arranjo é parafilético; as espécies do Novo Mundo são mais relacionadas aos tucanos do que com as espécies do Velho Mundo. Como resultado, as linhagens americanas são agora classificadas numa família distinta, a Semnornithidae.
A espécie é incomum entre as aves frugívoras, ao se reproduzir de forma cooperativa, com vários indivíduos ajudando o casal reprodutor dominante com a incubação e nos cuidados com os filhotes.